# كريستيان غولدباخ
كريستيان غولدباخ ،عالم رياضيات ألماني ولد في 18 مارس 1690 و توفي في 20 نوفمبر 1764 . و قد درس أيضا القانون.
يذكر الآن أساسا بسبب حدسيته المعروفة بحدسية غولدباخ.

## حياته
كان أبوه رجل دين. بعد إنهاء دراسته في جامعة ألبيرتوس الملكية، ذهب في سفر تربوي طويل دام منذ عام 1710 حتى عام 1724 عبر أوروبا. فزار ولايات أخرى من ألمانيا و زار إنجلترا و هولندا و إيطاليا و فرنسا. التقى خلال سفره بمجموعة من علماء الرياضيات المشهورين أمثال لايبنز و أويلر و برنولي.

## أعماله
عرف غولدباخ بأكثر ما عرف، بتراسله مع لايبنتز و أويلر و برنولي، و خصوصا برسالته إلى أويلر عام 1742 التي تضمنت حدسيته المعروفة بحدسية غولدباخ.